# 中國—泰國關係
中泰关系或泰中关系是中国和泰国之间的关系。泰國於1946年1月23日和中華民國建立大使級外交關係，至1975年7月1日斷交，改與中华人民共和国建交。长期以来，泰国（旧称暹罗）与中国关系良好。中国在暹罗通常受到高度尊重，并确保了两国的联盟。然而，在銮披汶·颂堪试图抹杀和禁止中国文化和影响后，两国关系严重受损。
由于中美两国之间的摩擦不断升级，全球地缘格局可能正在突变。然而，泰国并不像华盛顿那样将中国视为威胁。与该地区的许多其他国家不同，泰国与中国不存在领土争端。中国仍然是泰国的重要合作伙伴，部分原因是其在本地区的影响力和地位。

## 歷史

### 早期

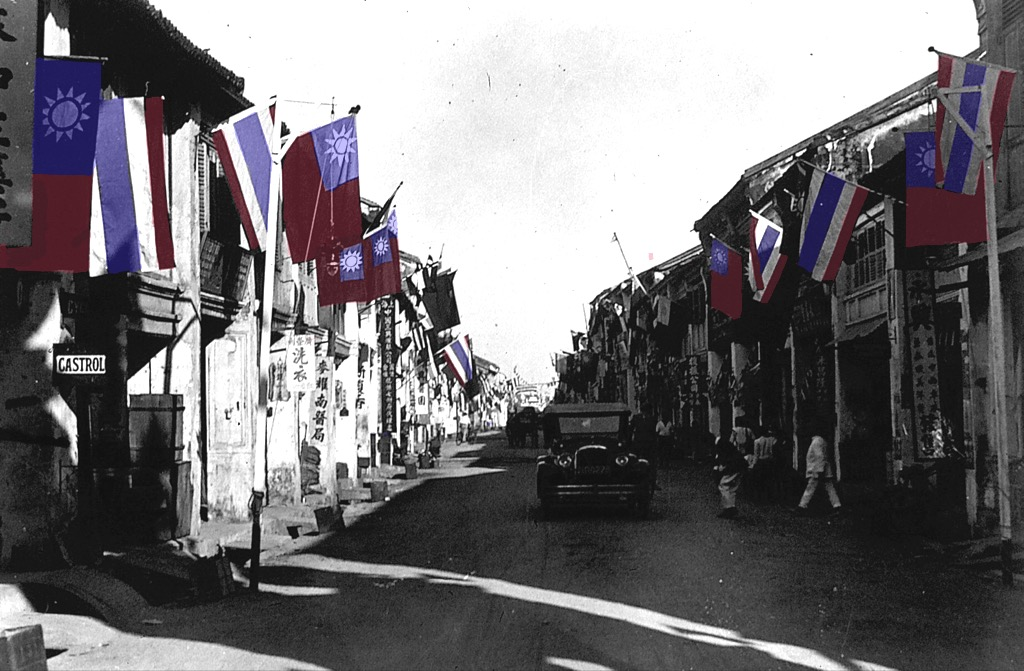
1932年昔日普吉華人慶雙十節，華埠內懸掛中華民國國旗。

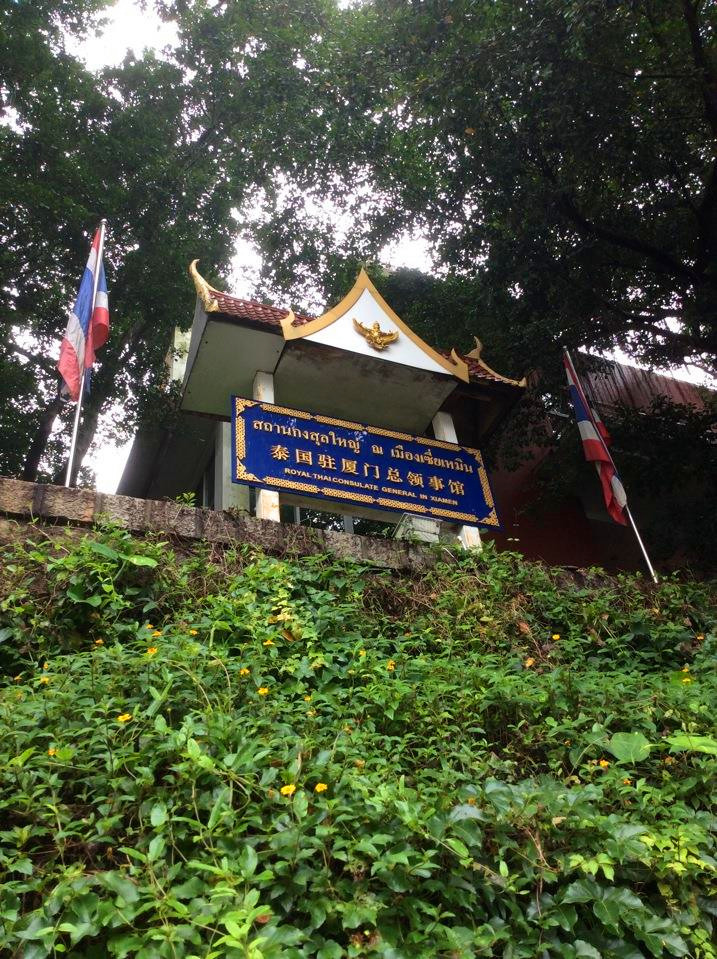
泰王国驻厦门总领事馆

一說泰族的先民是從現今中國西南地區遷入泰國的。
泰國和中國在中國的帝制時期便已經建立朝貢關係。泰國歷史上的大城王國曾入侵馬六甲蘇丹國，但不成功。馬六甲國王決定向遣使前往當時其中一個超級大國——中國，覲見明朝皇帝，並與中國結盟。自此，滿者伯夷和大城王國未曾入侵馬六甲。明廷警告暹羅和滿者伯夷不要入侵馬六甲，因為馬六甲受中國保護；当时泰国只能服从命令。

### 中華民國時期
中華民國成立後，暹羅發生排華事件，國民政府亦一直未能成功與暹羅建立邦交。1946年1月23日，兩國簽署《中華民國暹羅王國友好條約》，建立大使級外交關係，並互相設立大使館、派駐大使。

### 中華人民共和國成立後
中華人民共和國成立後，中華民國政府遷台，而在1950年代至1970年代初，由軍人主政的泰國奉行親美的外交政策，繼續和中華民國維持邦交關係。1950年代初，北京政府曾譴責泰國政府的排華行徑。泰國也留意到中華人民共和國在雲南省境內設立「傣族自治區」（即在1953年建立的德宏傣族景頗族自治區和西双版纳傣族自治區），並支援泰北苗族人。泰國當局懼怕中共和北越，擔心中共會在泰國從事顛覆活動，故此尋求美國援助，且參與東南亞條約組織的活動。

### 邦交轉換
1971年10月25日，泰國對於中華民國是否續留聯合國的投票採棄權方式，即《聯合國大會2758號決議》。
1975年7月1日，泰國與中華民國政府斷交，與中華人民共和國政府建交，并开始互派大使。2001年8月，两国政府发表《联合公报》，就推进中泰战略性合作达成共识。2012年4月，两国建立全面战略合作伙伴关系。2013年10月，两国政府发表《中泰关系发展远景规划》。

2023年4月10日，泰国军方代表在上海沪东中华造船厂接收071ET型船坞登陆舰。泰国《曼谷邮报》援引泰国皇家海军 （RTN） 的介绍称，这艘作为潜艇补给舰的新型护卫舰计划于4月27日抵达泰国。随着交付证书的签署，071ET舰成为东南亚地区最大的现役军舰。泰媒比较后称，“象岛”号船坞登陆舰的尺寸比泰国海军“扎里克·纳吕贝”号航空母舰还要长。

自2024年3月1日起，泰国和中国对双方公民永久互免签证。

## 交流

### 文化
2012年，中国在泰国曼谷设立文化中心。（p. 64） 这是中国在东南亚设立的最大的文化中心。（p. 64）

### 教育
2006年，泰国教育部与国家汉办签署协议，在泰国推动汉语教育。（p. 63）泰国是东南亚地区最大的汉语教育推动者之一。（p. 62）2009年，中泰签署教育合作协议。（p. 63）
泰国是东南亚最早开设孔子学院的国家之一。（p. 63）截至2024年，该国已拥有16所孔子学院，为全亚洲最多。（p. 63）
中国在泰国皇太后大学捐建了诗琳通中国语言文化中心。（p. 61）它以诗琳通公主的名字命名，以纪念她在泰中文化交流中所发挥的重要作用。（p. 61）该中心同样设有一所孔子学院，与厦门大学合作运营。（p. 61）

### 医疗援助
随着2019冠状病毒病疫情严重，2021年5月17日，中国驻泰大使馆临时代办杨欣拜会泰国副总理兼卫生部长阿努廷，双方签署中国捐赠泰国50万支疫苗合作备忘录。累计已提供450万支疫苗。

## 軍事
2015年11月，泰国与中国举行联合空军演习。（p. 167）
泰国总理巴育·占奥差订购了49辆中国VT-4主战坦克和3艘潜艇，耗资超过10亿美元。
中泰两国同意在孔敬开设一家联合商业武器工厂。该工厂将负责为泰国皇家陆军组装、生产和维护陆地武器系统。具体细节有待泰国国防部和北方工业公司进一步讨论，北方工业公司生产坦克、武器和其他重型装备。
2017年5月，泰国皇家海军与中国船舶工业集团公司签署了S26T柴电潜艇合同，该潜艇技术源自039A型潜艇。该潜艇预计将于2023年交付。中国军事评论员周晨明表示，中国还可能向泰国提供技术指导。
2023年7月，中泰“鹰击-2023”空军联合训练在泰国空军乌隆基地举行。2023年9月，中泰“蓝色突击-2023”海军联合训练开训。2025年3月，中泰又進行“蓝色突击-2025”海军联合训练。

## 經貿

截至2024年，已签署“一带一路”相关合作文件的国家，泰国为其中之一

### 贸易
中国国际贸易促进委员会（中国贸促会）在于泰国首都曼谷设立驻泰国代表处
- 出口方面：中华人民共和国是泰国的最大的出口夥伴國，佔泰國出口总额的11.7%。
- 進口方面：中华人民共和国是泰国的第二大的進口夥伴國，佔泰國進口总额的14.9%。

中国是泰国最大的贸易伙伴。（p. 32） 双边贸易关系逐年增长。1999年中泰双边贸易额为42.2亿美元。
2006年达到253亿美元，2007年达到310.7亿美元，2008年达到362亿美元。21世纪的中国经济改革，使中国转型为一个经济强国，导致外商对竹网的投资不断增加。在东南亚市场经营的海外华人企业网络有着家族和文化上的联系。
中国对泰国出口的有：计算机零件、电动机、消费电子产品、机械、金属制品、化学品和服装。
泰国对中国的出口产品有：计算机零件、橡胶、成品油、塑料颗粒、电子化学品、原油、木制品、食品等。
中国是泰国第二大出口市场，也是2010年泰国最大的商品进口国。中国和泰国于2003年签署了涵盖农产品的自由贸易协定。它也被称为农产品早期收获协议。中国利用2010年1月1日生效的中国—东盟自由贸易区，将允许其商品通过东盟国家以零或减少贸易壁垒的方式出口。
泰国是第一个能够向中国出口新鲜榴莲的国家。

### 投资
2011年，中国宣布计划投资15.1亿美元在曼谷建立中国城综合体，用于贸易服装、饰品、家居用品等中国制造的商品。（p. 160）
2013年6月6日，泰国与中国签署加强海上合作五年计划。（p. 162）
此外，泰国民众对中国在泰国实施的铁路等“一带一路”项目持积极态度。（pp. 34–35）

### 中资车企
截至2025年，比亚迪汽车、广汽埃安、长安汽车、奇瑞汽车和长城汽车皆在罗勇府建厂，上汽名爵则在春武里府建厂、哪吒汽车则在曼谷建厂。
2023年10月底，上汽集团和正大集团在泰国建设的全新电池工厂举行了首款电池下线仪式。
2024年7月，广汽埃安加入泰国充电联盟签署了合作谅解备忘录，将为泰国电动汽车用户提供更加便捷的充电服务。蔚来汽车、小鹏汽车、长城汽车等车企也计划未来几年在泰国及其他东南亚国家建设更多充电设施和服务网络。

## 签证

持中华人民共和国護照之中华人民共和国公民可以免簽證的方式入境泰国

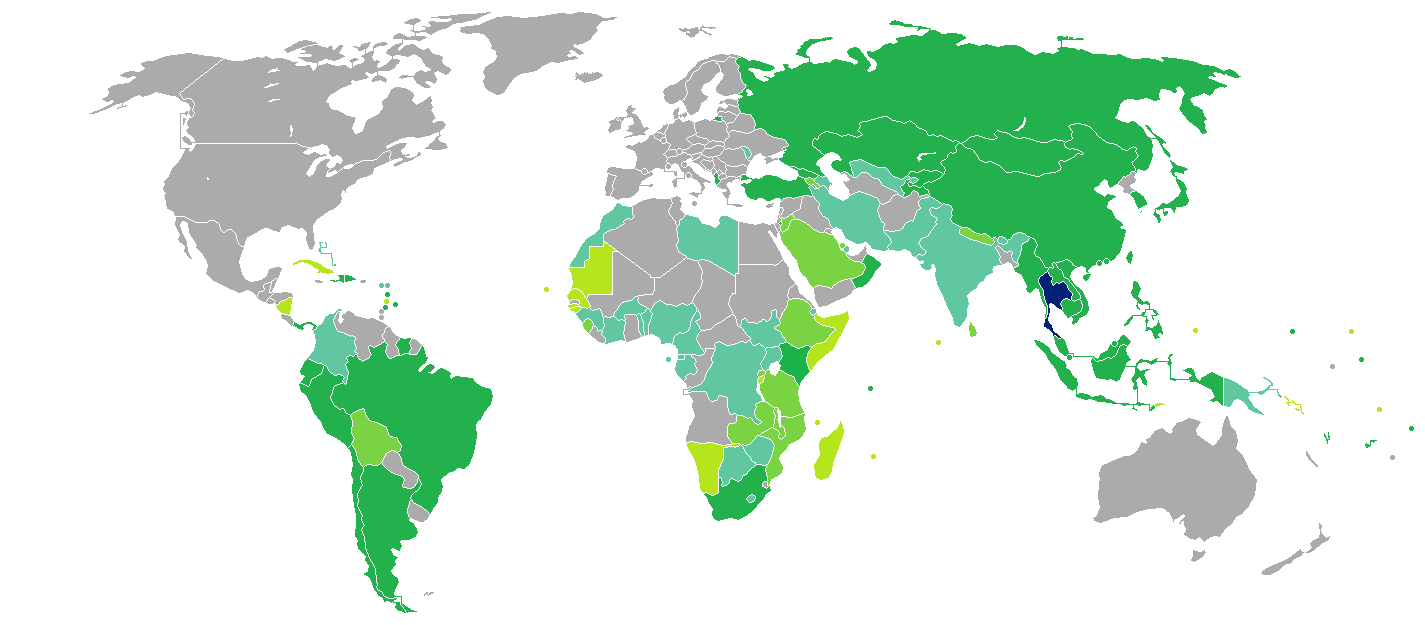
持泰国护照之泰国公民可以免簽證的方式入境中华人民共和国

## 交通
2024年，素万那普机场、廊曼国际机场和清迈国际机场皆有航班飞往50个中国境内机场，素万那普机场于2024年新增客运航线至运城机场，货运航空方面，有航线飞往鄂州花湖机场。截至2024年，素万那普机场有42个航班直达中国内地各机场，廊曼国际机场有27个航班直达中国内地各机场。
廊曼国际机场和素万那普机场目前直达中国内地20个机场。
2024年廊曼国际机场增开航班直达天津滨海国际机场、宜昌三峡机场、大连周水子国际机场、黄山屯溪国际机场、扬州泰州国际机场三亚凤凰国际机场以及哈尔滨太平国际机场的新客运航线。
截至2024年，清迈国际机场有航班飞往西双版纳嘎洒国际机场
此外，清盛港将开通清盛县与中国勐腊县关累港之间至中国的客船和货运航线。

## 外部連結
- 中華人民共和國駐泰王國大使館官方網站（简体中文）（英文）（泰文）
  - 中華人民共和國駐泰王國大使館經濟商務處官方網站（简体中文）
  - 中华人民共和国驻泰王国大使馆教育组官方网站（简体中文）
- 中華人民共和國駐清邁總領事館官方網站（简体中文）（英文）（泰文）
  - 中華人民共和國駐清邁總領事館經貿之窗官方網站（简体中文）
- 中華人民共和國駐宋卡總領事館官方網站（简体中文）（英文）
  - 中華人民共和國駐宋卡總領事館經貿之窗官方網站（简体中文）
- 中華人民共和國駐孔敬總領事館官方網站（简体中文）（英文）
  - 中華人民共和國駐孔敬總領事館經貿之窗官方網站（简体中文）
- 泰國駐華大使館官方網站（简体中文）（泰文）